# S/2007 S 3

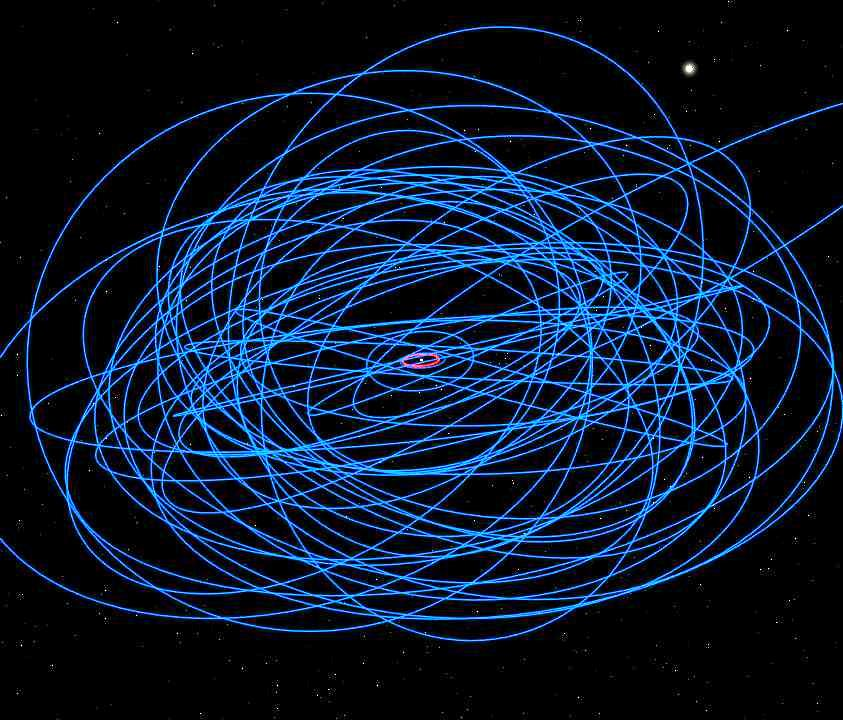
Órbitas de los satélites irregulares de Saturno. Imagen creada con el software Celestia. La órbita de Titán resaltada en rojo. S/2007 S 3 es uno de los muchos satélites pequeños e irregulares que orbitan Saturno a grandes distancias y con características orbitales únicas.

S/2007 S 3 es un satélite natural de Saturno. Su descubrimiento fue anunciado por Scott S. Sheppard, David C. Jewitt, Jan Kleyna y Brian G. Marsden el 1 de mayo de 2007, a partir de observaciones tomadas entre el 18 de enero y el 18 de abril de 2007.
S/2007 S 3 tiene alrededor de 5 km de diámetro y orbita Saturno a una distancia media de 20 518 500 km en alrededor de 1100 días, con una inclinación orbital de 177,22° con respecto a la eclíptica (162° con respecto al ecuador de Saturno), en sentido retrógrado y con una excentricidad orbital de 0,130.